# 柳生新陰流 (テレビドラマ)
『柳生新陰流』（やぎゅうしんかげりゅう）は、1982年（昭和57年）3月3日から1982年（昭和57年）6月2日にテレビ東京で放送された時代劇。全13回。

## 概要
若くして無刀取りの奥義を極め、「剣禅一如」の表柳生を完成させた。柳生新陰流に生涯をかけた男、柳生宗矩の愛と戦いの一生を描いた作品。
宗矩30歳、関ヶ原の功により家康から旧領二千石を賜り、故郷柳生の里へ凱旋するところから始まり、後世に有名な「寛永御膳試合」を経て、76歳で没するまでの宗矩の生涯を正面に据え、家康、秀忠、家光の徳川三代の知遇、小野派一刀流小野次郎右衛門ほか、数多くの剣豪との対決、
更には女性陣とのロマンスなど、一代の英雄の姿を重厚爽快なタッチで描く娯楽時代劇である。

## キャスト
- 柳生宗矩…萬屋錦之介
- 柳生石舟斎…西村晃
- おりん…真木洋子
- 小野次郎右衛門…御木本伸介
- 楓…佳那晃子
- 千代…篠ひろ子
- 柳生十兵衛…目黒祐樹
- 柳生左門…島英津夫
- 柳生又十郎…佐久田修
- 荒木又右衛門…天知茂
- 徳川秀忠…荒木しげる
- 坂崎出羽守…中村嘉葎雄
- 豊臣秀頼…中村歌昇
- 本多忠刻…中村歌昇（二役）
- 千姫…山本みどり
- 松平伊豆守…川津祐介
- 徳川家光…寺泉哲章
- 駿河大納言忠長…矢吹二朗
- 沢庵…小池朝雄
- 小笛…牧れい
- 又蔵…佃文伍郎
- 由利…山口果林
- 松田織部之助…土屋嘉男
- 鬼火の野藤次…森次晃嗣
- 禅栄坊胤舜…田中浩
- 東郷藤兵衛…伊達正三郎
- 松田倉之介…宮口二郎
- 下柘植の洞雲…小林昭二
- 毛利玄達…垂水悟郎
- 土井利勝…河合絃司
- 片桐空純…佐藤京一
- 菊乃…竹井みどり
- 堀田大膳…田口計
- 山崎宗林…小栗一也
- お澄の方…稲垣美穂子
- 奈良屋徳兵衛…江戸家猫八
- 大垣八雲…藤木悠
- 野月源九郎…伊吹剛
- 千勢…北川恵
- 酒井忠世…山岡徹也
- 生方源三郎…中田博久
- お藤…斉藤とも子
- お梶…山口奈美
- 神坂刑部…近藤宏
- 梅津丹兵衛…内田勝正
- 河合又五郎…西田健
- 渡辺数馬…川代家継
- 河合甚左衛門…北町嘉朗
- 桜井半兵衛…多宮健二
- 岩本孫右衛門…岡部正純
- 綾…清水めぐみ
- 朝倉頼母…浜田寅彦
- 島崎峰次郎…川崎公明
- 青山妙…吉沢京子
- 扇屋治兵衛…伊沢一郎
- 観世左近...川原緑濤
- 青山弥一郎…石山雄大

## スタッフ
- プロデューサー：中岡潔治、菊池昭康、神山安平
- 脚本：沢島正継、岡本育子、津田幸於
- 監督：大洲斎、高瀬昌弘
- 音楽：木下忠司
- ナレーター：鈴木瑞穂
- 柳生新陰流指導：大坪指方
- 殺陣：松尾玖治（錦耀会）
- 仕上：映広音響
- 現像：東洋現像所
- スタジオ：生田スタジオ
- 制作：テレビ東京、中村プロダクション

## 放映リスト（サブタイトルリスト）
1. 活人剣　宿敵を斬る
2. 対決小野派一刀流
3. 決闘宝蔵院流
4. 宗矩と二蓋笠
5. 激闘示現流
6. 三十三本目の手裏剣
7. 五三の桐は死なず
8. 江戸に渦まく陰謀
9. 徳川一族骨肉の争い
10. 将軍家光危機一髪
11. 宗矩と荒木又右衛門
12. 心の友　沢庵の死
13. 剣聖天界への旅立ち（最終回）

## 備考
- 柳生宗矩は、「宮本武蔵」「坂本竜馬」と並ぶ、萬屋錦之介のはまり役。本作以前にもテレビドラマ「春の坂道」、映画「柳生一族の陰謀」などで本役に取り組んでいる。
- 3月31日は特別番組のため放送休止。映画「釈迦」を放送。
- 関西地域では、1982年3月1日にテレビ大阪が開局、テレビ東京のメガTONネットワーク（現在のTXNネットワーク）初の系列テレビ局としてテレビ放送を開始した。開局記念の番組ラインナップの1つである。
- 本作品が放送される直前の1982年2月末に制作の中村プロダクションが不渡りを出し倒産した。放送時期では本作品が中村プロダクション制作の最後の作品となる。
- 1982年1月2日のテレビ東京の12時間超ワイドドラマは「竜馬がゆく」が放送されたが、当初予定されていた作品の製作不可能が判明したときに、前年の主役だった錦之介が本作品を撮影中だったため、制作体制を活かして12時間ドラマ「竜馬がゆく」を新たに完成させた。テレビ東京元常務の石光勝は、著書「テレビ番外地」（新潮新書）で「おかげで12時間ドラマの火を消さずに済んだ」「（錦之介に）大恩がある」と記述している。
- 劇中で柳生十兵衛役の目黒祐樹が着用している衣装は、目黒の実父である近衛十四郎が映画『柳生武芸帳』シリーズで着用したものであり、目黒が本作で十兵衛を演じるにあたり、東映の衣装部に保管してあった衣装をそのまま譲り受け、実際に本作の劇中で着用している（ちなみにその衣装は、現在も目黒が自宅で大事に保管している）。[1]
- 前述の通り、目黒演じる柳生十兵衛は、目黒の実父である近衛十四郎がかつて映画やテレビで演じた当たり役であり、近衛が最後に十兵衛を演じたテレビドラマ『忍法かげろう斬り』（1972年、フジテレビ）以来約10年ぶりに、近衛の実子である目黒祐樹が父と同じ役柄を演じた事になる（その後、やはり近衛の実子であり、目黒の実兄である松方弘樹も、テレビ長編版『柳生武芸帳』シリーズ（1990年 - 1992年、日本テレビ・東映）や、映画『柳生十兵衛 世直し旅』（2014年、「柳生十兵衛 世直し旅」製作委員会）で十兵衛を演じている）。
- 中京テレビでは日本テレビ系のローカル枠である日曜22:30-23:30枠(現在は金曜19:00-19:57枠)を長年、関係の深い局であるテレビ東京の番組の遅れネット枠に充てていたが、テレビ愛知開局を見据え本番組が最後となり、後継の「BBS放送局」から自社制作枠となった。